# ローリングス
ローリングス (Rawlings) は、アメリカ合衆国・ミズーリ州セントルイスのスポーツ用品メーカー。

## 概要
1887年、ジョージとアルフレッドのローリングス兄弟によって設立された。野球用品メーカーとしてもっとも歴史が古く、グラブの進化と共に成長してきた会社でもあり、デレク・ジーターを筆頭に現在も多数のメジャーリーガーに愛用されている。 日本では、アシックスがローリングスと2012年までライセンス契約を結び、製造・販売を行っていた。ミズノ、ゼット、SSKなどと並ぶ、野球用品メーカーとして日本でもお馴染みである。
メジャーリーグベースボールで卓越した守備をした選手に対して贈呈される「ゴールドグラブ賞」はローリングスの協賛によるもので、日本版「ゴールデングラブ賞」の下地となった「ダイヤモンドグラブ賞」は、当時ローリングス製品の日本でのライセンス元であった三井物産スポーツ用品販売に対して「日本版を企画してはどうか」という提案に基づいて設立されたものである。

## 歴史

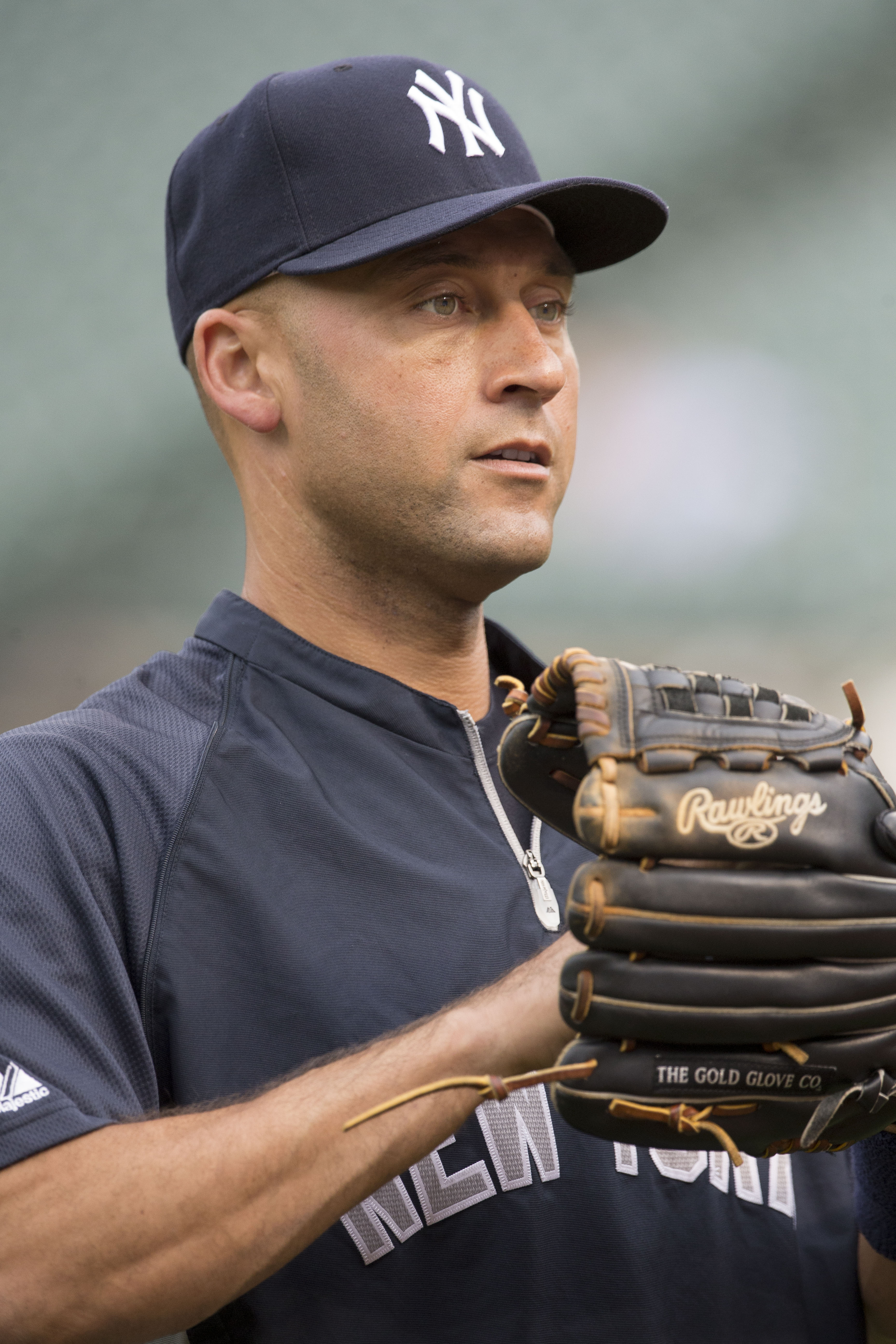
デレク・ジーター（2014年）

ローリングス設立以前、1877年に製作し販売したグラブは、手のひらを革で覆うだけだったが、1886年には指先まで隠れるパッド入りグラブを製作し、それによりワンハンドキャッチが可能となり、当時、野球界の話題となった。1887年、セントルイスにローリングス社を設立。すでにグラブ製品に関しては網羅していた。
1920年、セントルイス・カージナルスの投手ビル・ドークのアドバイスでウェブ（親指と人差し指の間にある網）付きグラブが誕生した。そのおかげで捕球技術は格段に進歩した。1947年にローリングスの製作したグラブ職人の名前を冠したモデルが製作され、現在のグラブにより近づいた。
1957年には、守備プレイを評価するための賞「ゴールドグラブ賞」を設立。それ以後、さまざまなグラブが製作され、日本球界やアメリカのメジャーなどの選手たちに愛用され現在に至る。
1976年にアシックスと業務提携を結び、1978年には横浜大洋ホエールズ（現：横浜DeNAベイスターズ）のオフィシャルスパイクサプライヤーとなる。翌1979年には本格的にローリングスの野球用品が日本で発売されるようになる。
2012年6月、アシックスは同年末限りでローリングス社と36年間続いていたライセンス契約を終了し、2013年度以降「アシックス」ブランドに統一すると発表した。一方、ローリングスは日本法人を設立し、2013年より「ローリングスジャパン」として日本での事業を開始。